# Red Sam
«Red Sam» es la octava canción del álbum de estudio homónimo del grupo estadounidense de rock alternativo Flyleaf

## Significado de la canción
En una entrevista, la cantante Lacey Mosley dijo lo siguiente: "es un poco personal, un poco sobre ello. Pero se trata sobre cómo realmente fui salvada, no sé... Pienso en cuando tenía 16 años, antes, cuando era atea, y después tenía todas estas cosas. Como cuando realmente estudiaba para saber cuál era la verdad, creo. Entonces fue cuando mi abuelo tuvo su duodécimo ataque cardíaco, estaba realmente disgustada, y fue cuando esto apareció en ese tiempo cuando pienso que Dios me trajo a un lugar donde yo no tenía nada o a nadie y fue la única forma de que alguna vez levante la vista y ver la única cosa constante y la única cosa de que podía depender era de Dios. Y esto es cuando todas esas cosas sobrenaturales pasaron, y el cómo me mostró que Él era real y que realmente me amaba y que quiso hacer algo diferente con mi vida y esto es por lo que estaba viva. Y esto es un poco sobre lo que trata".

## Origen del nombre
El título Red Sam viene de los nombres de Jared Hartmann (Red) y Sameer Bhattacharya (Sam).

## Personal
- Lacey Mosley – Voz
- Sameer Bhattacharya – Guitarra, coros
- Jared Hartmann – Guitarra rítmica, coros
- Pat Seals – Bajo, coros
- James Culpepper – Batería, percusión